# Parafia św. Szymona i św. Judy Tadeusza w Starym Targu
Parafia św. Szymona i św. Judy Tadeusza w Starym Targu – parafia erygowana w 1216 (zakładana w latach 1215–1216), należąca do metropolii warmińskiej, diecezji elbląskiej i dekanatu sztumskiego. Jedna z trzech najstarszych parafii w diecezji (obok parafii w Postolinie i Żuławce Sztumskiej), powołanych przez opata Christiana z Oliwy (ówczesnego biskupa Prus). W skład parafii wchodzą Stary Targ, Nowy Targ, Tropy Sztumskie, Stary Dwór, Klecewo i Kątki (miejscowości te znajdują się na terenie gminy Stary Targ). Proboszczem parafii od 1 października 2015 jest ks. Robert Ziemiański.
Tutejsi mieszkańcy przyjęli chrześcijaństwo na przełomie lat 1205/1206 (w pierwszej fazie misji cysterskiej). W latach 1271–1276 Herman von Schönburg (komtur dzierzgoński w latach 1268–1271 i 1275–1276) osadził Stary Targ na prawie chełmińskim. Parafia położona była wówczas na terenie komturii dzierzgońskiej i państwa zakonu krzyżackiego, istniejącego do 1525. Następnie znalazła się w granicach oficjalatu pomezańskiego. W drugiej połowie XVII wieku do parafii włączono dotychczasową parafię w Nowym Targu (w skład której wchodziły także Kątki, Krastudy i Minięta), w związku z czym poszerzony został teren parafii, w skład której wchodziły wcześniej oprócz Starego Targu także Tropy, Waplewo, Ramoty (wówczas Ramułty) i Tulice (wówczas Tilendorf). Później w skład parafii wchodziło także Waplewko. W 1821 oficjalat pomezański włączono w skład diecezji warmińskiej. W 1967 w granicach innych parafii znalazły się Krastudy i Minięta, a w 1990 powołano odrębną parafię w Waplewie (na jej terenie znalazły się także Ramoty, Tulice, Waplewko i Brzozówka). W 1992 parafia znalazła się na terenie nowo utworzonych diecezji elbląskiej i metropolii warmińskiej.

## Kościół parafialny
Gotycki kościół parafialny pw. św. Szymona i św. Judy Tadeusza w Starym Targu został zbudowany w 1325. W latach 1655–1660 został on zniszczony i ograbiony przez żołnierzy Karola X Gustawa podczas II wojny północnej. Niedługo po zakończeniu wojny został odbudowany. W 1807 w wyniku pożaru została zniszczona górna, drewniana część kościoła. Została ona naprawiona w 1821. W 1869 drewniana część została rozebrana, a na jej miejsce wzniesiono murowaną ośmioboczną kondygnację, zakończoną ostrosłupowym dachem. W 1905 świątynia została przebudowana (z zachowaniem starej wieży, z której zdjęto jedynie ostrosłupowy dach), a konsekrowana 6 sierpnia 1906. Kościół został wzniesiony na planie krzyża greckiego. Posiada cechy neogotyckie oraz manieryzmu niderlandzkiego. Nawiązują one do cech dawnego kościoła. Na wieży kościoła umieszczony został ośmioboczny cebulasty hełm, kryty miedzianą blachą. Odpust nie odbywa się w święto patronów kościoła, lecz z okazji święta Przemienienia Pańskiego (6 sierpnia).

## Kościół filialny

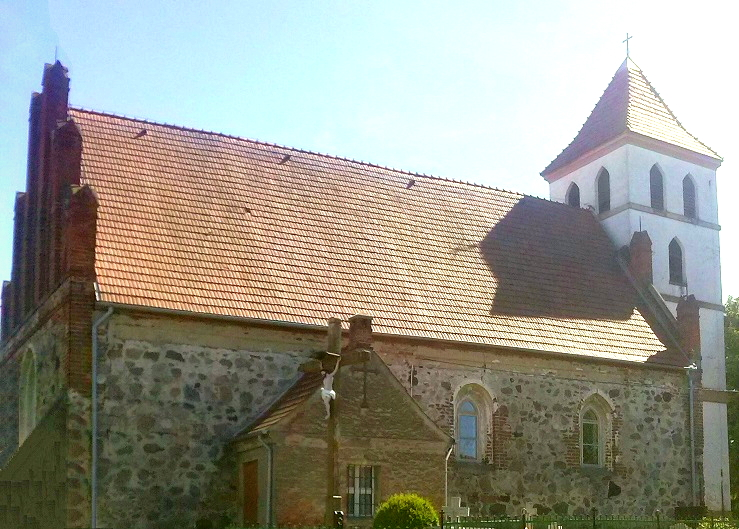
Kościół filialny w Nowym Targu

Niedzielne i świąteczne msze święte poza Starym Targiem odbywają się w kościele św. Rocha w Nowym Targu (do 2015 odprawiane były także w kaplicy w Tropach Sztumskich). Nowy Targ otrzymał lokację na prawie chełmińskim w 1336, a kościół zbudowany (w stylu gotyckim) i konsekrowany został ok. 1340. Do II połowy XVII wieku Nowy Targ był siedzibą odrębnej parafii. Drewnianą wieżę kościoła na początku XIX wieku zamieniono na murowaną. Kościół jest murowany z kamienia i częściowo z cegły. Dachy kryte są dachówką holenderką. Świątynia ma charakter salowy. Ołtarz główny w stylu barokowym zachował się z okolic połowy XVII wieku. Przy kościele znajduje się cmentarz. Odpust odbywa się 16 sierpnia.

## Księża
W latach 1525–1821 (przed włączeniem oficjalatu pomezańskiego w skład diecezji warmińskiej) w parafii pracowało 23 proboszczów (i komendariuszy, czyli zarządców) oraz 9 wikarych. Po tym okresie proboszczów (i komendariuszy) zatrudnionych było w parafii kilkunastu, a wikarych ok. 40 (m.in. błogosławiony Władysław Demski, w latach 1919–1923). Wikariusze pracowali w parafii do końcówki lat 80. XX wieku, od tego czasu jedynym kapłanem urzędującym na terenie parafii jest proboszcz.

### Proboszczowie od 1815
- 1815–1827: Jan de Lerchenfeld
- 1828–1842: Alojzy Żurewski
- 1842–1846: Antoni Paschke
- 1846–1867: Franciszek von Kręcki
- 1867: Juliusz Albrecht (komendariusz)
- 1867–1889: Jakub Lorkowski
- 1889: Jan Gross (komendariusz)
- 1889–1927: Gustaw von Palmowski
- 1927–1959: Wiktor Gollan
- 1959–1965: Arno Hauburg
- 1965–1983: Antoni Kurowski
- 1983–1988: Tadeusz Piszczatowski
- 1988–1993: Andrzej Kuna
- 1993–2001: Wiesław Paradowski
- 2001–2015: Tadeusz Szamatowicz
- od 2015: Robert Ziemiański